# Cyphon carolinense
Cyphon carolinense là một loài bọ cánh cứng trong họ Scirtidae. Loài này được Miwa & Chujo miêu tả khoa học năm 1938.